# 帕特里克·沃爾夫
帕特里克·沃爾夫（Patrick Wolf；1983年6月30日—）是一位英國創作歌手。他的歌曲中使用樂器種類頗多，用的最多的是四弦琴、鋼琴和中提琴。歌曲糅合了多種風格，從浪漫民間樂到科技流行。

## 外部連結
- Official site （页面存档备份，存于）
- Interview in Virgin Red Room （页面存档备份，存于）
- Interview in Exberliner Magazine （页面存档备份，存于）